# Козленко, Мария Ивановна
	Мария Ивановна Козленко (15.07.1924 — 25.03.1992) — бригадир фермы дойного стада совхоза «Храмцово» Белоярского района Свердловской области. Герой Социалистического Труда (08.03.1958).

## Биография
Родилась 15 июня 1924 года на территории современной Тюменской области, в крестьянской семье. Русская.
Получив начальное образование, с юного возраста помогала родителям по сельскому хозяйству. В годы Великой Отечественной войны работала в местном колхозе.
В 1949 году Мария Ивановна переехала к родителям, которые в то время жили в посёлке Хромцово Белоярского района Свердловской области, и поступила работать дояркой на животноводческую ферму совхоза «Хромцово». За короткий период она вошла в число передовых доярок совхоза, из года в год увеличивала надои в своей группе коров. Первой в районе стала «пятитысячницей», добившись надоя в 5 тысяч килограммов молока от коровы за год, трижды участвовала во Всесоюзной сельскохозяйственной выставке (ВСХВ).
В 1957 году она возглавила бригаду животноводов молочно-товарной фермы центрального отделения совхоза «Хромцово», коллектив которой первым в Белоярском районе был удостоен почётного звания «коммунистического труда».
Указом Президиума Верховного Совета СССР от 8 марта 1958 года за выдающиеся успехи, достигнутые в увеличении производства молока и мяса и сдачи государству сельскохозяйственных продуктов, Козленко Марии Ивановне присвоено звание Героя Социалистического Труда с вручением ордена Ленина и золотой медали «Серп и Молот».
В последующие годы 7-й семилетки (1959—1965) животноводы центрального отделения под её руководством продолжали демонстрировать высокие надои до 6 тысяч килограммов молока от фуражной коровы за год.
По итогам семилетки бригадир была награждена орденом Трудового Красного Знамени, а передовая доярка Д. Н. Григорьева стала Героем Социалистического Труда.
Избиралась делегатом ХХIII съезда КПСС (1966).
В 1979 году вышла на заслуженный отдых. С 1980 года — персональный пенсионер союзного значения. Проживала в посёлке Совхозном (до 1966 года — Хромцово) Белоярского района (ныне — городского округа).
Скончалась 25 марта 1992 года. Похоронена на кладбище посёлка Камышево Белоярского района Свердловской области.

## Награды
- Золотая медаль «Серп и Молот» (08.03.1958)
- Орден Ленина (08.03.1958).
- Орден Трудового Красного Знамени (30.04.1966).

- Медаль «В ознаменование 100-летия со дня рождения Владимира Ильича Ленина» (6 апреля 1970)
- Медаль «Ветеран труда»
- Медаль «За трудовую доблесть»
- медалями ВДНХ СССР:

## Память
- В 1976 году газетой «Знамя» в Белоярском районе был учреждён переходящий приз имени М. И. Козленко, которым ежегодно в марте награждались передовые животноводческие коллективы района.